# 지방도 제1028호선
지방도 제1028호선(원동 ~ 웅상선)은 경상남도 양산시 원동면 선리와 용당동을 잇는 경상남도의 지방도이다. 경상남도 양산시 원동면 대리에서 국가지원지방도 제69호선과 분기하면서 시작된다. 현재 원동면 ~ 상북면 구간은 미개통되어 있고, 상북면 상삼리에서 국도 제35호선과 교차, 중복된다. 상북면 소토리에서 다시 분기하여 평산동에서 국도 제7호선과 만날 예정이지만 이 구간은 미개통이다. 서창동에서 다시 분기하여 울산광역시 울주군 온양읍, 서생면으로 연결되어 국도 제31호선과 만나는 서생삼거리가 종점이었으나, 울산시가 광역시로 승격하면서 울산광역시구간은 울주군도로 전환되었고, 지방도 제1028호선은 서창동과 울주군 온양읍의 경계에서 끝난다.

## 연혁
- 2003년 2월 20일 : 노선 폐지 및 재지정[1][2]
- 2009년 8월 20일 : 양산시 주남동 1.26 km 구간 확장 개통[3]
- 2009년 10월 15일 : 지방도 노선 조정으로 총 연장이 32.8km에서 38.2km로 변경[4]

- 가지산도립공원 내원사 통과 구간 노선 폐지
- 양산시 군도24호선 구간 승격, 국도 제7호선 중복 구간 지정

- 2019년 8월 8일 : 상삼 ~ 좌삼간 도로(양산시 상북면 상삼리 ~ 좌삼리) 2.78 km 구간 확장 개통[5]

## 주요 경유지
- 양산시
  - 원동면 (미개통 구간 : 선리 - 도라지고개)
  - 상북면 (미개통 구간 : 도라지고개 - (오전) - 내석리) - 오전교 - 내석리 - 좌삼초등학교 - 좌삼리 - 상삼리 - 삼계교 - 상계교입구사거리 - 반회사거리 - 석계산단 교차로 - (모래불) - 대석리 - (대성마을) - 덕운육교 - 성산교 - 홍룡교 - (미개통 구간 : 원효암)
  - 평산동 (미개통 구간 : 무지개폭포) - 장흥저수지 - 웅상정수장
  - 덕계동 장흥1리마을회관 - (국민은행 웅상지점) - 69번 교차로 - 덕계사거리 - 천불사입구 교차로 - 대승1차아파트입구 교차로 - 평산교
  - 평산동 평산교 - 평산사거리 - 혜인병원 교차로
  - 소주동 72번 교차로 - 웅상도서관 교차로 - 주진교 - 주진마을 교차로 - 73번 교차로 - 명곡교
  - 서창동 명곡교 - 74번 교차로 - 웅상초등교입구 교차로 - 웅상새마을탑 교차로 - 76번 교차로 - 삼호3교 - 삼호2교 - 77번 교차로 - 상호 교차로 - 삼호1교 - 서창초등학교 - 용암마을입구 - 북부사거리 - 서창삼거리 - 편들마을 - 용당사거리 - 용당마을 - 용당교차로 - 도 경계

폐지 구간 (내원사계곡 구간)
아래 구간은 2009년 10월 15일 부로 폐지되었다.
- 양산시
  - 상북면 상계교입구사거리 - 용주사입구 교차로 - 신전마을입구 - 내원사입구 교차로 - 용연교 - 용연삼거리 - 이상육교 - 용연리 - (미개통 구간 : 한듬계곡 - 노전암 - 주남고개)
  - 소주동 (미개통 구간 : 주남고개) - (주남마을입구) - 소주공단 - 주남교

폐지 구간 (울주군 구간)
아래 구간은 1997년 울주군이 울산광역시로 편입되면서 폐지되었다. 지금의 울주군도 33호선에 해당한다.
- 울주군
  - 온양읍 도 경계 - 내광리 - 삼광리 - 중광교 - 외광리 - 희망교 - 삼광리 - 외광교 - 외광리 - 합수교 - 온양사거리 - 운화리 - 대안지하차도앞 교차로 - 대안지하차도 - 대안리 - 발리 - 발리교
  - 서생면 화정리 - 서생삼거리

## 중복 구간
- 양산시 상북면 상계교입구사거리 ~ (모래불) : 국도 제35호선과 중복

## 도로명
- 양산시 상북면 오전교 ~ 상계교입구사거리 : 수서로
- 양산시 상북면 상계교입구사거리 ~ (모래불) : 양산대로
- 양산시 상북면 (모래불) ~ (대성마을) : 상북중앙로
- 양산시 상북면 (대성마을) ~ 홍룡교 : 홍룡로
- 양산시 평산동 장흥저수지 ~ 웅상저수장 : 장흥길
- 양산시 평산동 웅상저수장 ~ 덕계동 (국민은행 웅상지점) : 덕계서길
- 양산시 덕계동 (국민은행 웅상지점) ~ 69번 교차로 : 덕계로
- 양산시 덕계동 69번 교차로 ~ 서창동 용당동 : 웅상대로
- 양산시 서창동 용당동 ~ 도 경계 : 용당내광로